# Pingus
Pingus es un videojuego de puzle libre creado por Ingo Ruhnke e inspirado en el conocido juego de los Lemmings. Esta versión sustituye a los lemmings por pingüinos parecidos a Tux, la mascota del núcleo Linux, el sistema operativo de código abierto. 
Su desarrollo comenzó en 1998 y en marzo de 2009, se encuentra en la versión 0.7 (estable), que fue lanzada en mayo de 2007.
Desde el 2006, incluye 22 niveles completos y accesibles desde la GUI y varios no accesibles desde esta. Todos los niveles tienen un tema invernal, y tiene una jugabilbidad total. El juego cuenta con música y efectos de sonido, y además incorpora un editor de escenarios.
Actualmente, el juego tiene además otros 120 niveles incompletos pero jugables, y otros 100 adicionales en desarrollo.

## Sistema de juego

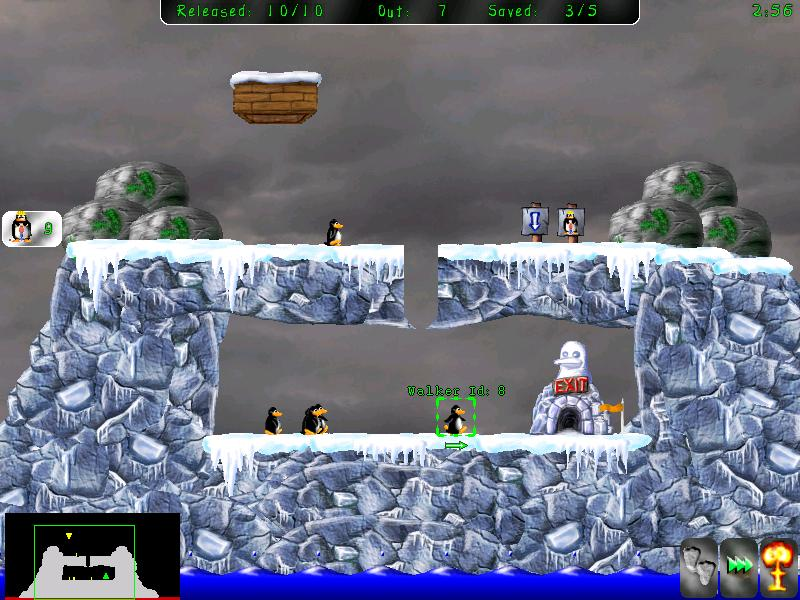
Pingus.

El juego se basa en un sistema de puzles. El objetivo es guiar a una serie de pingüinos desde un punto de salida a través de una serie de obstáculos hasta un iglú. En cada nivel hay una serie de obstáculos que los pingüinos deberán superar. 
El jugador no tiene control alguno sobre el movimiento de los pingüinos, sino que únicamente puede dar órdenes como construir un puente, cavar o saltar al pingüino que él decida. Según el nivel, el jugador podrá dar un tipo u otro de órdenes y tiene un número limitado de estas. Por ejemplo, puede darse la situación en la que el jugador solo pueda dar la orden de saltar a 5 pingüinos.
El jugador deberá plantear una estrategia para hacer que la mayor cantidad posible de pingüinos se salven, y, a veces, será necesario el sacrificio de algunos.

## Argumento

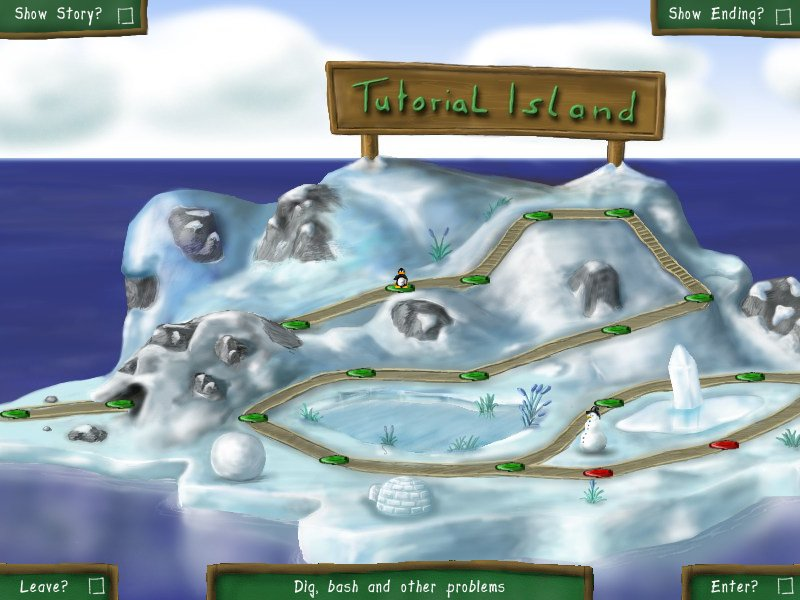
Imagen relevante del juego.

Desde hace mucho tiempo, los pingüinos han vivido felices y en paz en el Polo Sur junto a otros animales. Todo estaba en equilibrio y parecía que nadie iba a enturbiar su paz. Los pingüinos eran felices y parecía que eso nunca iba a acabar.
Pero un día las cosas empezaron a cambiar lentamente: el cielo se oscureció y la tierra se calentó. Primero pensaron que sería solo una fluctuación normal en el clima del mundo, pero las cosas fueron a peor cada año: la nieve empezó a derretirse y la comida empezó a escasear. Otros animales intentaron dejar la región buscando climas más fríos, pero los pingüinos sabían que esto no ayudaría: tenían que hacer algo.
Así que el consejo de ancianos de los pingüinos se reunió para pensar que hacer. Decidieron enviar una expedición alrededor del mundo para encontrar las causas de estas inclemencias. La expedición está formada por los pingüinos más valientes del Polo sur.

## Escenarios
Durante el desarrollo del juego, el jugador irá recorriendo una serie de islas, en cada una de las cuales habrá una misión que el jugador deberá cumplir para poder seguir avanzando. El jugador empieza en la Isla Mogork, donde se muestra como controlar el juego.

## Idioma
El juego existe solamente en el idioma inglés original, en marzo de 2009.
La naturaleza del juego puede hacerlo recomendable para niños cuando se desee que mientras juegan se vean expuestos a un poco de inglés.